# Maljen
Maljen  (srpski:Маљен) je planina u Srbiji koja se nalazi južno od Valjeva. Pruža se pravcem istok-zapad u dužini od oko 25 kilometara. Najpoznatije turističko naselje na planini Maljen su Divčibare koje se nalaze na visini od oko 980 metara nadmorske visine. Najviši vrh je Kraljev sto s 1104 metara.